# Lisa Hoever
Lisa Hoever (* 29. März 1952 in Münster) ist eine deutsche Malerin, die in der Schweiz lebt.

## Leben
Lisa Hoever wuchs in Borghorst (Westfalen) auf. Abitur machte sie 1972 in Gelsenkirchen. 1972 bis 1978 studierte sie an der Kunstakademie Düsseldorf, zuerst in der Klasse für freie Grafik von Rolf Sackenheim, nach vier Semestern wechselte sie in die Malklasse von Alfonso Hüppi, später wurde sie dessen Meisterschülerin. Für 1985 bis 1986 gewann sie einen Atelieraufenthalt im Künstlerhaus Bethanien, Berlin. 1987 machte sie einen Aufenthalt in Florenz (Villa Romana-Preis). 1988 folgte Lisa Hoever ihrem damaligen Ehemann Ulrich Loock, der von 1985 bis 1997 die Kunsthalle Bern leitete, nach Bern, wo sie seither lebt und arbeitet. Im selben Jahr wurde ihr Sohn geboren, 1991 die Tochter. Von 2003 bis 2016 war sie Dozentin an der Hochschule der Künste in Bern.

## Werk
«Unbeirrt erbringt Lisa Hoever mit ihren Arbeiten den Beweis, dass dieses Medium [die Malerei] – auch im klassischen Blumensujet – neue, frische Impulse bereithält.»
Lisa Hoever arbeitet mit Öl, Aquarell und Mischtechnik auf Leinwand und Papier. Ihre oft aus mehreren Papierbahnen zusammengesetzten Arbeiten der 1980er-Jahre sind gestisch gemalte Szenen aus der Welt des Zirkus und des Jazz, in denen Figuren, Instrumente und dichte Farbflächen das Bild rhythmisieren (Musik, gelb, 1984). Hoever arbeitet dabei am Boden, steht selber auf dem Bildträger aus mehrfach geschichtetem Papier, dessen unregelmässige Aussenform während des Malens entsteht.
«Das war damals eine Ablehnung des Keilrahmens, des Gevierts. (...) Das Bild sollte wachsen und so gross werden, wie es werden sollte, und nicht von vornherein festgelegt sein.» (Lisa Hoever im Interview mit Denys Zacharopoulos. In: Zwischen den Dingen. 2008, S. 111.)
Mit dem Umzug in die Schweiz 1988 ging Hoever von den Papierarbeiten in offenem Bildformat zur Leinwand über und ordnet ihre Motive innerhalb der viereckigen Begrenzung des Keilrahmens. Rechteckige, in den Malgrund gesetzte Felder, die mit scheinbar zufällig über die Leinwand gestreuten Naturformen zusammenspielen, wirken wie in das Gemälde eingeflochtene Intarsien (Beeren orange, 1989).
«Jetzt liebe ich es, in dem Viereck zu sein, (...). Mir ist wichtig, wie sich das Bild zu den vier Seiten verhält, mir sind die Ränder wichtig.» (Lisa Hoever im Interview mit Denys Zacharopoulos. In: Zwischen den Dingen. 2008, S. 111)
Seit Mitte der 1990er-Jahre konzentriert sie sich mehrheitlich auf die Synthese zwischen linearen, zeichnerischen Elementen und dem mehrschichtig aufgetragenen, transparenten Farbgrund. Ausgangs- und Bezugspunkt ihrer Arbeiten ist immer ein figürliches «Modell». Dabei handelt es sich seltener um Personen, häufiger um getrocknete Früchte und Beeren, Blüten, Knospen, Blätter, Zweige, Äste, Gräser, aber auch Gefässe, Stoffmuster oder Verpackungsmaterial.
«Ich sage ‹Modelle›. Ich habe das Gefühl, sie stehen still für mich, und ich beobachte sie. (...) Wenn wir über die heutigen Aquarelle sprechen, ist es immer etwas, das auf dem Tisch liegt, Blumen oder Zweige, irgendein Stück Papier oder manchmal auch ein Bild oder ein Ornament. Diese Dinge helfen mir, eine Komposition zu machen. Wenn ich beispielsweise Zweige mit runden Früchten habe, habe ich lange Striche und Punkte. Wenn ich einzelne Blüten habe, ist es wieder ganz anders.» (Lisa Hoever im Interview mit Denys Zacharopoulos. In: Zwischen den Dingen. 2008, S. 111, 112.)
Persönliche Gedankengänge bestimmen die Komposition mit: die Idee einer Doppelung, Spiegelung eines Objekts oder einer Form, Partnerschaften und Gegensätze, etwas Florales oder ein Ornament, Linien und Punkte.
«Ich lege diese Dinge immer auf ein Lacktablett, und so werden die Schatten und Reflexionen wichtig. Wenn ich den Schatten beobachte, handelt es sich dabei um eine zweidimensionale Fläche, wie auch bei den Ornamenten.» (Lisa Hoever im Interview mit Denys Zacharopoulos. In: Zwischen den Dingen. 2008, S. 112.)
In der Ausführung wird die Gegenständlichkeit jedoch häufig zugunsten von Farbe und Form aufgelöst.
«Die Farben kommen von den Dingen, aber manchmal haben sie gar nichts mehr damit zu tun. Da hilft es mir unter anderem, dass sie auf diesem Lacktisch gespiegelt sind. Dann kann es jede Farbe sein.» (Lisa Hoever im Interview mit Denys Zacharopoulos. In: Zwischen den Dingen. 2008, S. 113.)
Die Sujets sind eher angedeutet als ausformuliert, die Betrachter werden als Teil dieser malerischen Wirklichkeit begriffen und bewegen sich «zwischen den Dingen», so auch der Titel der Retrospektive in Winterthur 2008.
«(...) es kommt aus der Realität, aber es ist nicht die Realität.» (Lisa Hoever im Interview mit Denys Zacharopoulos. In: Zwischen den Dingen. 2008, S. 114.)
Trotz der Nähe zum Stillleben unterscheiden sich diese Arbeiten bezüglich der grossen Leinwand, der ungewöhnlichen Platzierung der Dinge im Bild sowie dem Verzicht auf einen eindeutigen Vorder- und Hintergrund von den typischen Werken dieses Genres.
2019 wurde, vom Kanton Bern gefördert, ihr Werkbuch Nomaden herausgegeben. Hier präsentiert Lisa Hoever kleinformatige Aquarelle in besonderer Technik: Durch Wenden des Blattes lässt sie die Farben frei fliessen, wodurch immer neue, überraschende Wege und Strukturen entstehen. Der Schweizer Dramaturg, Musiker und Schriftsteller Michael Mettler reagiert auf der jeweils gegenüberliegenden Seite mit Gedichten zu den Themen Farben, Landschaften, Mythen und Geschichte.

## Preise (Auswahl)
- 1980: Förderpreis für Bildende Kunst der Stadt Düsseldorf.[2]
- 1984: Arbeitsstipendium des Kunstfonds Bonn (D)[8]
- 2017: Reisestipendium des Kantons Bern (CH)[8]
- 2019: Publikation eines Livre d’Artiste, Kanton Bern (CH)[8]

## Ausstellungen

### Einzelausstellungen (Auswahl)
- 1979: Galerie Traude Näke, Nürnberg
- 1990: Kunsthalle Bern
- 2012, 2014, 2017, 2018: Galerie Rosenberg, Zürich
- 2008: Lisa Hoever. Zwischen den Dingen, Retrospektive im Kunstmuseum Winterthur, Winterthur
- 2016: Künstlerhaus Höherweg, Düsseldorf
- 2021: Lisa Hoever. Nachmittagslicht, Museum Franz Gertsch, Burgdorf

### Gruppenausstellungen (Auswahl)
- 1976: Nachbarschaft, Städtische Kunsthalle Düsseldorf
- 1980: Galerie Handschin, Basel
- 1984: Kunstlandschaft Bundesrepublik, Badischer Kunstverein, Karlsruhe
- 1993: Kunsthalle Winterthur
- 2001: Wirklichkeit. Malerei, Kunsthaus Langenthal
- 2007: Wer ist da, Staatliches Museum für Zeitgenössische Kunst, Thessaloniki
- 2018: Im Streiflicht oder: die Lust an der Malerei, Kunsthalle Palazzo, Liestal